# Gymnopleurus sturmi
Gymnopleurus sturmi là một loài bọ cánh cứng trong họ Bọ hung (Scarabaeidae).